# Personalsicherheit (Kredit)
Personalsicherheit ist im Bankwesen eine Kreditsicherheit, bei der eine oder mehrere natürliche oder juristische Personen mit ihrem Vermögen für die Verbindlichkeiten eines Schuldners einstehen und sich deswegen gegenüber dem Gläubiger vertraglich im Falle der Nichtzahlung zur Rückzahlung verpflichten. Der Gegensatz sind Sach- oder Realsicherheiten.

## Allgemeines
Beiden Sicherheitenarten ist gemeinsam, dass sie erst im Falle der nicht vertragsgerechten Zahlung von Kredit und/oder Kreditzinsen durch den Schuldner (Kreditnehmer) – dem so genannten Sicherungsfall – verwertet werden dürfen. Während bei Sachsicherheiten der Gläubiger (Kreditgeber) im Falle der Nichtzahlung durch Verwertung der Sicherheiten seine Kreditforderung abdecken kann, erfolgt deren Rückzahlung bei Personalsicherheiten im Sicherungsfall durch dritte Personen. Um dabei das Ausfallrisiko des Kreditgebers zu verringern oder vollständig auszuschalten, verpflichtet sich der Kreditnehmer in einem Sicherungsvertrag gegenüber dem Kreditgeber, mindestens einen haftenden Dritten beizubringen. Voraussetzung ist, dass der Kreditnehmer gegenüber einem Kreditgeber eine Verbindlichkeit hat (Valutaverhältnis) und sich deshalb der Dritte (Sicherungsgeber oder Interzessionar) gegenüber dem Kreditgeber bereit erklärt, für diese Verbindlichkeit aus eigenem Vermögen einzustehen (Deckungsverhältnis).

## Arten und Rechtsfragen
Das BGB kennt als einzige Personensicherheiten die Bürgschaft (§§ 765 ff. BGB) und den bürgschaftsähnlichen Kreditauftrag (§ 778 BGB). Die übrigen Arten Garantie, (kumulativer) Schuldbeitritt und Patronatserklärung sind aus der Kautelarpraxis entstanden. Die Wechselbürgschaft als weitere Art ergibt sich aus dem Wechselgesetz. Während die Bürgschaft von der bestehenden Forderung abhängig ist (§ 767 Abs. 1 Satz 1 BGB; Akzessorietät), sind die übrigen Arten forderungsunabhängig gestaltet. Der die Personalsicherheit begründende Vertrag (Bürgschaftsvertrag, Garantievertrag, Schuldbeitrittsvertrag, Patronatserklärung) ist ein schuldrechtlicher Vertrag, der im Außenverhältnis zwischen Sicherungsgeber und Kreditgeber abgeschlossen wird. Durch Übernahme der Personalsicherheit entsteht zwischen den Parteien ein Schuldverhältnis, das den Kreditgeber berechtigt, im Sicherungsfall vom Sicherungsgeber eine Zahlung der vertraglich vereinbarten Geldsumme im Sinne des § 241 BGB zu fordern.
Bei der Bürgschaft verlangt § 766 BGB die Schriftform, lediglich bei bürgenden Kaufleuten ist die Bürgschaft im Falle eines Handelsgeschäfts formfrei (§ 350 HGB). Aber auch hierbei und bei den übrigen Arten sollte aus Beweisgründen der haftende Sicherungsgeber gegenüber dem Kreditgeber schriftlich erklären, dass er im Falle der Nichtzahlung des Kreditnehmers dessen Verbindlichkeit gegenüber dem Kreditgeber aus eigenem Vermögen begleichen wird. Der Dritte tritt als Sicherungsgeber neben das Kreditverhältnis zwischen Kreditgeber und Kreditnehmer. Die Gesamtschuld ist keine Personalsicherheit, da die gesamtschuldnerisch Mithaftenden gleichrangig als Schuldner nebeneinander haften, wohl aber die Sicherungsgesamtschuld, weil bei ihr die Gesamtschuldner nur sicherungshalber mithaften. Ist im Einzelfall zweifelhaft, ob die Beteiligten eine Bürgschaft oder eine andere Personalsicherheit wollten, ist der maßgebliche Vertragswille durch Auslegung zu ermitteln.
Kreditderivate können beim Sicherungsnehmer nach Art. 204 Nr. 1 Kapitaladäquanzverordnung (englische Abkürzung CRR) als Kreditsicherheit „ohne Sicherheitsleistung“ (also Personalsicherheit) anerkannt werden, wenn das Kreditrisiko auf einen oder mehrere Dritte unmittelbar übertragen wird. Nach Art. 204 CRR müssen die Kreditereignisse beim Kreditderivat das Versäumnis fälliger Zahlungen durch den Kreditnehmer, dessen Insolvenz oder ähnliche Ereignisse und die mit einem Schuldenerlass oder einer Stundung verbundene Umschuldung umfassen. Kreditderivate in dieser Form sind nach Art. 399 Nr. 1 CRR den Garantien gleichgestellt.

## Bilanzierung
Aus Sicht des haftenden Sicherungsgebers handelt es sich bei Bürgschaften, Garantien und Schuldbeitritten um eine Eventualverbindlichkeit, die ein bilanzierendes Unternehmen in seiner Bilanz zu berücksichtigen hat. Sie sind nach § 251 HGB in Verbindung mit § 268 Abs. 7 HGB „unter der Bilanz“ zu vermerken. Bei Patronatserklärungen gilt diese Vermerkpflicht nur für die „harte“ Patronatserklärung.

## Bankaufsichtsrechtliche Vorschriften
Nach banküblichen Gepflogenheiten überprüfen Kreditinstitute die verlangten Kreditsicherheiten vor der Hereinnahme mit kaufmännischer Sorgfalt auf ihre Werthaltigkeit. Die Sicherheitenbewertung erfolgt aufgrund der angeforderten Beleihungsunterlagen. Bei Personalsicherheiten haben sie deshalb im Rahmen der Kreditwürdigkeitsprüfung die wirtschaftlichen Verhältnisse des haftenden Sicherungsgebers genauso zu prüfen wie die des Kreditnehmers (Art. 183 in Verbindung mit Art. 171–173 CRR). Nach Art. 203 CRR handelt es sich bei Personalsicherheiten um „Absicherungen ohne Sicherheitsleistung“. Sieht eine Bank bei Personalsicherheiten von einer Prüfung des Sicherungsgebers ganz oder teilweise ab, befragt sie also insbesondere den mithaftenden Sicherungsgeber nicht nach seinen derzeitigen und zukünftigen finanziellen Möglichkeiten, so ist im Zweifel zivilrechtlich davon auszugehen, dass sie die die krasse finanzielle Überforderung begründenden objektiven Tatsachen und Verhältnisse schon bei Vertragsabschluss kannte oder sich ihnen bewusst verschlossen hat. Bürgschaften sind dann sittenwidrig und deswegen gem. § 138 BGB nichtig, das gilt auch für den Schuldbeitritt und die Mithaftungsübernahme. Bankenaufsichtsrechtlich können diese Personalsicherheiten nicht als Kreditrisikominderungstechnik nach den Art. 194 ff. CRR anerkannt werden. Jedoch ermöglichen die Art. 114, 137 f. CRR die so genannte Bürgensubstitution, die beim Kreditinstitut dazu führt, dass der Kredit mit ursprünglich höherem Risikogewicht durch das niedrigere Risikogewicht des Bürgen/Garanten ersetzt werden darf (englisch Credit Enhancement).